# Live på Cirkus
Live på Cirkus är ett livealbum av Melissa Horn, utgivet 9 april 2012.

## Låtlista
1. Destruktiv blues
2. Under löven
3. Mellansnack 1
4. Jag kan inte skilja på...
5. Tyck synd om mig nu
6. Mellansnack 2
7. Mardrömmar
8. Du är nog den
9. Säg ingenting till mig...
10. Mellansnack 3
11. Långa nätter
12. Kungsholmens hamn
13. Jag saknar dig mindre och mindre...
14. Mellansnack 4
15. Innan jag kände dig
16. Dom som bländats av ljuset Cirk...
17. Mellansnack 5
18. På låtsas
19. New York
20. Nåt annat än det här...
21. Mellansnack 6 - Bandpresentation...
22. Som jag hade dig förut...
23. Hur ska det gå?
24. Mellansnack 7
25. Det känns ännu sämre nu
26. Vår sista dans
27. Lät du henne komma närmre
28. Mellansnack 8
29. Falla fritt